# Zazie Beetz

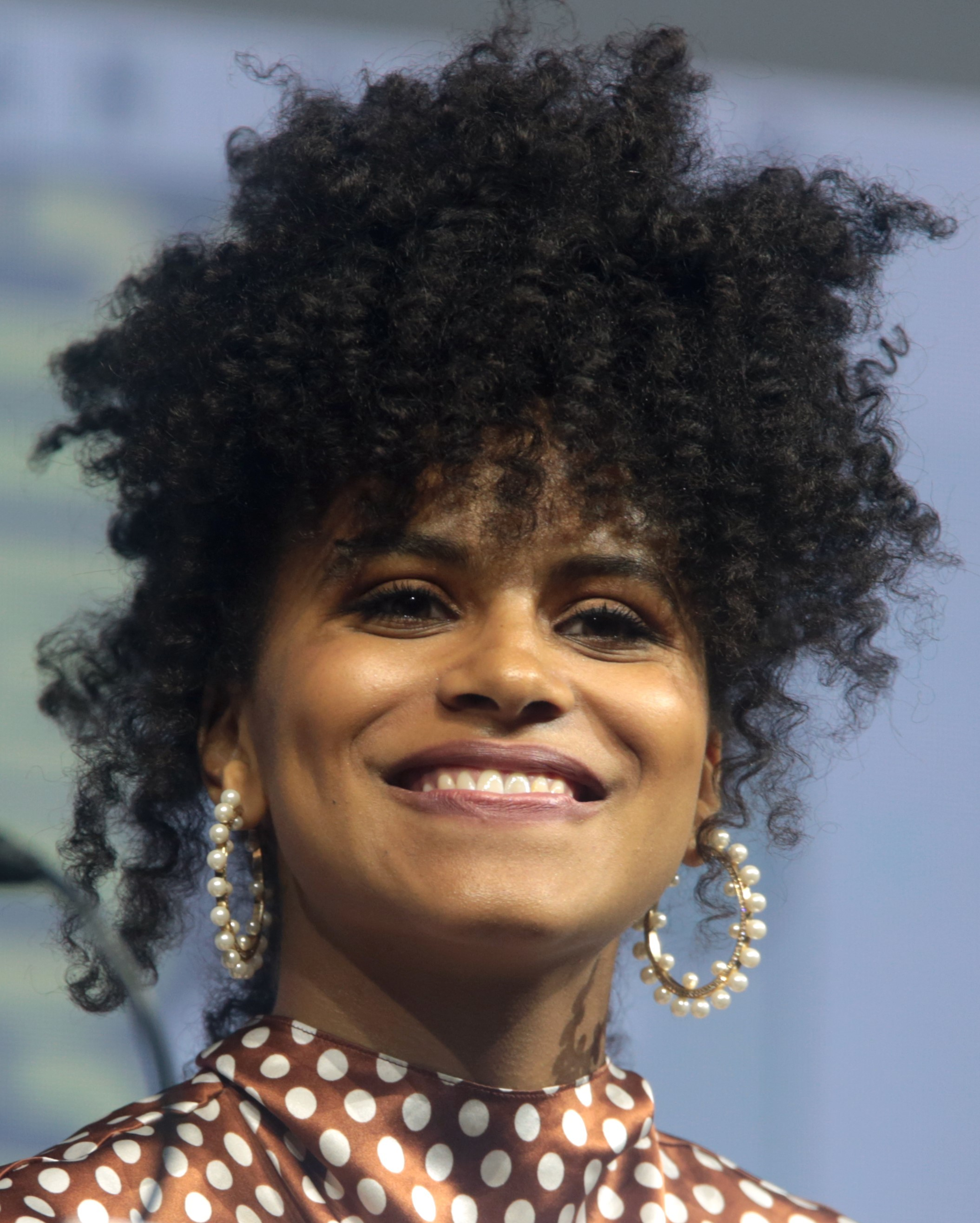
Zazie Beetz bei der San Diego Comic-Con International 2018

Zazie Olivia Beetz (* 25. Mai oder 1. Juni 1991 in Berlin) ist eine deutsch-amerikanische Schauspielerin.

## Leben
Beetz wurde in Berlin als Tochter eines deutschen Möbelschreiners und einer US-amerikanischen Sozialarbeiterin geboren. Sie hat einen jüngeren Bruder. Ihre Großeltern väterlicherseits leben in Berlin-Lichtenberg.
Sie wuchs im New Yorker Stadtviertel Washington Heights und in Berlin-Charlottenburg auf. In ihrer Kindheit verbrachte sie jede Sommerferien mit ihrer Familie im Allgäu. Bis zum Jahr 2009 besuchte Beetz die auf Kunst und Schauspiel ausgerichtete Fiorello H. LaGuardia High School, wo sie ihre ersten Erfahrungen im Theaterbereich sammelte. Danach studierte sie bis zum Mai 2013 am Skidmore College in Saratoga Springs Französisch und Literatur.
Ab dem Jahr 2013 folgten erste Auftritte in Kurzfilmen. Einem größeren Publikum wurde sie ab dem Jahr 2016 durch ihre Hauptrolle in der Fernsehserie Atlanta bekannt. Danach folgte eine Rolle in der Netflix-Serie Easy. In der Comicverfilmung Deadpool 2 war sie 2018 an der Seite von Ryan Reynolds und Josh Brolin als Superheldin Domino zu sehen. Im Jahr darauf spielte sie neben Joaquin Phoenix in Joker die Rolle der Sophie Dumond, die sie 2024 in der Fortsetzung Joker: Folie à Deux erneut spielte.
Ende Juni 2020 wurde Beetz ein Mitglied der Academy of Motion Picture Arts and Sciences. Beetz lebt in New York City. Sie spricht fließend Englisch, Deutsch und Französisch.

## Filmografie (Auswahl)
- 2013: The Crocotta (Kurzfilm)
- 2014: Beasts (Kurzfilm)
- 2014: Wounds
- 2015: 5th & Palisade (Kurzfilm)
- 2015: James White
- 2015: Applesauce
- 2016: Wolves
- 2016–2019: Easy (Fernsehserie, 4 Episoden)
- 2016–2022: Atlanta (Fernsehserie, 15 Episoden)
- 2017: Finding Her
- 2017: Geostorm
- 2017: Sollers Point
- 2018: Deadpool 2
- 2018: Dead Pigs
- 2018: Slice
- 2019: Wounds
- 2019: High Flying Bird
- 2019: Jean Seberg – Against all Enemies (Seberg)
- 2019: Joker
- 2019: Lucy in the Sky
- 2020: Nine Days
- 2020: Robot Chicken (Fernsehserie, Episode 10x12, Stimme)
- 2020: Acting for a Cause (Fernsehserie, Episode 3x02)
- 2020: Princess Bride (Miniserie, 2 Episoden)
- 2020: Still Here
- 2021: The Harder They Fall
- 2021: Die Flummel (Extinct, Stimme)
- seit 2021: Invincible (Fernsehserie, Stimme)
- 2022: Die Gangster Gang (The Bad Guys) (Stimme)
- 2022: Bullet Train
- 2023: Black Mirror (Fernsehserie, Episode 6x04)
- 2023: Full Circle (Fernsehserie, 6 Episoden)
- 2024: Joker: Folie à Deux
- 2025: The Dutchman